# Sericolea salicina
Sericolea salicina är en tvåhjärtbladig växtart som beskrevs av Schlechter. Sericolea salicina ingår i släktet Sericolea och familjen Elaeocarpaceae. Inga underarter finns listade i Catalogue of Life.